# Жак Лафит
 Тази статия е за френския банкер и политик.  За автомобилния състезател вижте Жак-Анри Лафит.  
Жак Лафѝт (на френски: Jacques Laffitte) е френски банкер и политик.
Роден е на 24 октомври 1767 година в Байон в семейството на дърводелец. Негови по-малки братя се банкерът Жан-Батист Лафит и политикът Мартин Лафит. През 1788 година се премества в Париж и започва работа при банкера Жан-Фредерик Перего, като през следващите години показва големи способности, а през 1808 година наследява банката на Перего и я превръща в най-голямата в Париж и една от водещите в Европа. През 1814 – 1820 година е управител на Френската банка, централната банка на Франция. Активен поддръжник на Юлската революция, той е министър-председател от 2 ноември 1830 до 13 март 1831 година. Малко след това е отстранен от политическия живот след конфликт с крал Луи-Филип, а банката му фалира. Подновява финансовата си дейност през 1836 година.
Жак Лафит умира от белодробна инфекция на 26 май 1844 година в Париж. На погребението му се събират около 20 хиляди души.